# James Root
James "Jim" Root  (født 2. oktober 1971) er rytmeguitarist i metalbandet Slipknot og forhenværende leadguitarist i rockbandet Stone Sour, som han forlod i maj 2014.

## Historie
James Root sluttede sig til Slipknot, da guitaristen Josh Brainard valgte at forlade bandet ved sidste del af deres indspilning til deres officielle debutalbum, Slipknot. James Root blev inviteret ind i bandet af Corey Taylor. De to kendte allerede hinanden, da de begge havde været med i Stone Sour. 
"Purity" er det eneste nummer, James kan høres på på det officielle Slipknot debutalbum.
Som alle de andre Slipknot-medlemmer er James fra byen ,Des Moines, i Iowa. Han er det højeste medlem. 
James har før i tiden spillet i mange forskellige bands som Deadfront, Anal Blast og Atomic Opera. 
Han var tidligere guitarist i bandet, Stone Sour, som han og Corey (Slipknots forsanger) genoprettede i albumpausen mellem Iowa og Vol. 3: (The Subliminal Verses).

## Ekstern henvisning
- Official Site Arkiveret 30. juni 2008 hos  Wayback Machine